# Cherry Rush
Cherry Rush — первый мини-альбом южнокорейской гёрл-группы Cherry Bullet. Альбом включает в себя пять треков (семь на CD) и ведущий сингл «Love So Sweet». Альбом был выпущен 20 января 2021 года компанией FNC Entertainment и был распространен Kakao M.

## Предпосылки и релиз
8 января 2020 года FNC Entertainment объявили, что Cherry Bullet вернутся со своим первым мини-альбомом Cherry Rush 20 января, с ведущим синглом «Love So Sweet». С 10 по 12 января были выпущены промо-фотографии. 14 и 18 января были выпущены тизеры музыкального видео на ведущий сингл. 16 января был выпущен трек-лист для мини-альбом.
20 января альбом был выпущен вместе с музыкальным клипом на песню «Love So Sweet».

## Продвижение
Ранее, 16 января, FNC заявили, что Юджу не будет участвовать ни в каких групповых мероприятиях до 22 января, потому что она все ещё находилась на карантине после подтвержденного случая COVID-19 на съемочной площадке, где она снималась в веб-драме. Таким образом, 20 января 2021 года Cherry Bullet провели пресс-конференцию с участием шести человек.
Cherry Bullet впервые выступили на музыкальных шоу M Countdown с «Love So Sweet». Затем они продолжают продвигать сингл на Music Bank, Show! Music Core, Inkigayo.

## Список треков
| №                   | Название                                                        | Текст песни                     | Музыка                                                                    | Аранжировка                            | Длительность |
| ------------------- | --------------------------------------------------------------- | ------------------------------- | ------------------------------------------------------------------------- | -------------------------------------- | ------------ |
| 1.                  | «Love So Sweet»                                                 | Seo Yong-bae (RBW) Mingki (RBW) | Seo Yong-bae (RBW) Mingki (RBW)                                           | Seo Yong-bae (RBW) Mingki (RBW)        | 3:08         |
| 2.                  | «Follow Me» (라팜파; rapampa)                                   | Han Seong-ho                    | Alexander Karlsson Alexej Viktorovitch Louise Frick Sveen                 | Alexander Karlsson Alexej Viktorovitch | 3:42         |
| 3.                  | «Keep Your Head Up» (폼 나게; pom nage [лит. "In style"])       | Han Seong-ho                    | Alexander Karlsson Alexej Viktorovitch Anne Judith Stokke Wik Cazzi Opeia | Alexander Karlsson Alexej Viktorovitch | 3:08         |
| 4.                  | «Whatever» (멋대로 해; meottaero hae [лит. "Do as you want"])   | Han Seong-ho Hwiyoung ( SF9 )   | Command Freaks Louise Frick Sveen                                         | Command Freaks                         | 3:39         |
| 5.                  | «Ting-a-ring-a-ring» (종소리; jongsori [лит. "Sound of bells"]) | Jo Yun-kyoung                   | David Amber Devyn Rush                                                    | David Amber                            | 3:47         |
| Общая длительность: | Общая длительность:                                             | Общая длительность:             | Общая длительность:                                                       | Общая длительность:                    | 17:24        |

| №                   | Название                                                                   | Текст песни                                     | Музыка                          | Arrangement                     | Длительность |
| ------------------- | -------------------------------------------------------------------------- | ----------------------------------------------- | ------------------------------- | ------------------------------- | ------------ |
| 6.                  | «Hands Up» (무릎을 탁 치고; [mureupeul tak chigo' лит. "Slap your knees"]) | Han Seong-ho Kim Do-hun (RBW) Lee Sang-ho Jimin | Kim Do-hun (RBW) Lee Sang-ho    | Lee Sang-ho Mingki (RBW)        | 3:32         |
| 7.                  | «Aloha Oe» (알로하오에 ; allohaoe)                                         | Seo Yong-bae (RBW) Mingki (RBW)                 | Seo Yong-bae (RBW) Mingki (RBW) | Seo Yong-bae (RBW) Mingki (RBW) | 3:01         |
| Общая длительность: | Общая длительность:                                                        | Общая длительность:                             | Общая длительность:             | Общая длительность:             | 23:57        |

## Победы
| Журнал | Лист                                  | Песня           | Ранг | Ссылка |
| ------ | ------------------------------------- | --------------- | ---- | ------ |
| Time   | Лучшая K-Pop песня и альбом 2021 года | «Love So Sweet» | N/A  | [ 4 ]  |

## Чарты
| Чарты (2021)            | Высшая позиция |
| ----------------------- | -------------- |
| Республика Корея (Gaon) | 11             |

| Чарты (2021)            | Высшая позиция |
| ----------------------- | -------------- |
| Республика Корея (Gaon) | 44             |

## История релиза
| Регион           | Дата                | Формат                                     | Лейбл        |
| ---------------- | ------------------- | ------------------------------------------ | ------------ |
| Республика Корея | 20 января 2021 года | Компакт-диск цифровая дистрибуция стриминг | FNC, Kakao M |
| Мир              | 20 января 2021 года | Цифровая дистрибуция стриминг              | FNC, Kakao M |